# Liste der Kulturgüter in Altendorf
Die Liste der Kulturgüter in Altendorf enthält alle Objekte in der Gemeinde Altendorf im Kanton Schwyz, die gemäss der Haager Konvention zum Schutz von Kulturgut bei bewaffneten Konflikten, dem Bundesgesetz vom 20. Juni 2014 über den Schutz der Kulturgüter bei bewaffneten Konflikten sowie der Verordnung vom 29. Oktober 2014 über den Schutz der Kulturgüter bei bewaffneten Konflikten unter Schutz stehen.
Objekte der Kategorien A und B sind vollständig in der Liste enthalten, Objekte der Kategorie C fehlen zurzeit (Stand: 1. Januar 2023). Unter übrige Baudenkmäler sind zusätzliche Objekte zu finden, die gemäss Angaben des kantonalen Denkmalschutzes als geschützte Denkmäler eingestuft wurden und nicht bereits in der Liste der Kulturgüter enthalten sind.

## Kulturgüter
| Foto | | Objekt                                                     | Kat. | Typ | Standort                           | Beschreibung                                                                                  |
| ---- | --- | ---------------------------------------------------------- | ---- | --- | ---------------------------------- | --------------------------------------------------------------------------------------------- |
| ja   | Datei hochladen · Wikidata zu Kapelle St. Johann und Sigristenhaus (Q29525406)                                                                          | Kapelle St. Johann und Sigristenhaus KGS-Nr.: 04763        | A    | G   | Burgweg 28, 30 706300 / 226950     |                                                                                               |
| ja   | Datei hochladen · Wikidata zu Alt Rapperswil (Q4735927)                                                                                                 | Alt Rapperswil, mittelalterliche Burgstelle KGS-Nr.: 10482 | A    | F   | Burgweg 30 706300 / 226950         |                                                                                               |
| ja   | Datei hochladen · Wikidata zu Kirchenbezirk Altendorf (Pfarrkirche St. Michael, Pfarrhaus, Kapelle St. Anna, Beinhaus & Kapelle St. Jakob) (Q122815206) | Kirchenbezirk Altendorf KGS-Nr.: 04764                     | B    | G   | Dorfplatz 705505 / 227713          | Umfasst Pfarrkirche St. Michael, Pfarrhaus, Kapelle St. Anna, Beinhaus und Kapelle St. Jakob. |
| ja   | Datei hochladen · Wikidata zu Haus am See (Q29881411)                                                                                                   | Haus am See KGS-Nr.: 12763                                 | B    | G   | Hafenweg 4 705689 / 227901         |                                                                                               |
| ja   | Datei hochladen · Wikidata zu Haus Engel (Q29881413) | Haus Engel KGS-Nr.: 12764                                  | B    | G   | Seestattstrasse 20 705558 / 228011 |                                                                                               |
| ja   | Datei hochladen · Wikidata zu Haus Freihof (Q29881414)                                                                                                  | Haus Freihof KGS-Nr.: 12765                                | B    | G   | Churerstrasse 52 705970 / 227529   |                                                                                               |
| ja   | Datei hochladen · Wikidata zu Haus Seestatt (ehemals zur Krone) (Q29881417)                                                                             | Haus Seestatt (ehem. zur Krone) KGS-Nr.: 12766             | B    | G   | Kronenweg 1, 3 705569 / 228049     |                                                                                               |
| BW   | Datei hochladen · Wikidata zu Haus Züger (Q29881418) | Haus Züger KGS-Nr.: 12767                                  | B    | G   | Talstrasse 58 703680 / 227966      |                                                                                               |
| ja   | Datei hochladen · Wikidata zu Serafinahaus (Q29881427)                                                                                                  | Serafinahaus KGS-Nr.: 12771                                | B    | G   | Seestatt 32 705611 / 228010        |                                                                                               |

## Übrige Baudenkmäler
| ID     | Foto |                                                                        | Objekt                  | Typ | Standort                              | Beschreibung |
| ------ | ---- | ---------------------------------------------------------------------- | ----------------------- | --- | ------------------------------------- | ------------ |
| 18.002 | ja   | Datei hochladen · Wikidata zu Pfarrhaus Kirche St. Michael (Q29881423) | Pfarrhaus               | G   | Dorfplatz 5 705472 / 227698           |              |
| 18.004 | ja   | Datei hochladen · Wikidata zu Sigristenhaus (Q29881428)                | Sigristenhaus           | G   | Burgweg 28 706285 / 226955            |              |
| 18.005 | BW   | Datei hochladen                                                        | Kapelle Tschuopis       | G   | Tschuopisstrasse 16.1 706707 / 226769 |              |
| 18.006 | BW   | Datei hochladen                                                        | Kapelle Letzi           | G   | Talstrasse 24c.2 704144 / 227844      |              |
| 18.007 | BW   | Datei hochladen                                                        | Haus Äbnet              | G   | Litschstrasse 21, 23 707011 / 226318  |              |
| 18.008 | BW   | Datei hochladen                                                        | Haus                    | G   | Schweigrütistrasse 8 706200 / 225852  |              |
| 18.014 | BW   | Datei hochladen                                                        | Gasthaus Steinegg       | G   | Steineggstrasse 52 707226 / 226673    |              |
| 18.016 | BW   | Datei hochladen                                                        | Haus Autis              | G   | Autisstrasse 21 705041 / 226043       |              |
| 18.017 | BW   | Datei hochladen                                                        | Restaurant Johannisburg | G   | Burgweg 22 705978 / 226842            |              |
| 18.018 | ja   | Datei hochladen                                                        | Restaurant Hirschen     | G   | Brügglistrasse 1 706103 / 227484      |              |
| 18.019 | BW   | Datei hochladen                                                        | Haus Goldiger           | G   | Oberdorfstrasse 35 705385 / 227225    |              |
| 18.020 | BW   | Datei hochladen                                                        | Haus Katharinenhof      | G   | Etzelstrasse 3 705375 / 227623        |              |
| 18.022 | ja   | Datei hochladen                                                        | Haus Breitenhof         | G   | Oberdorfstrasse 3 705467 / 227616     |              |
| 18.023 | ja   | Datei hochladen                                                        | Restaurant zum Kreuz    | G   | Zürcherstrasse 2 705420 / 227790      |              |
| 18.024 | ja   | Datei hochladen · Wikidata zu Kapelle St. Anna, Beinhaus (Q29881420)   | Kapelle St. Anna        | G   | Churerstrasse 2.1 705501 / 227730     |              |

Legende: Siehe Legende der Liste der Kulturgüter von nationaler und regionaler Bedeutung. Anstelle der KGS-Nummer wird als Objekt-Identifikator (ID) die Nummer im Kantonalen Schutzinventar (KSI) verwendet.